# Irene Güdel
Irene Güdel (* 7. Juli 1930 in Aegerten; † 11. Juli 2023 in Detmold) war eine Schweizer Cellistin. Von 1957 bis 1995 unterrichtete sie das Fach Violoncello an der Hochschule für Musik Detmold, seit 1969 als Professorin.

## Leben
Irene Güdel studierte Violoncello am Konservatorium Bern bei Richard Sturzenegger (1905–1976), am Pariser Konservatorium bei André Navarra und vervollständigte ihre künstlerische Ausbildung in Meisterkursen bei Paul Tortelier und Pierre Fournier. Sie konzertierte in Europa, Südamerika und Japan und wurde von deutschen und schweizerischen Rundfunksendern zu Solo- und Kammermusikaufnahmen eingeladen. Von 1953 bis 1965 war sie Mitglied des Strub-Quartetts in Detmold.

## Aufnahmen (Auswahl)
- Vinzenz Lachner – Kammermusik und Klavierwerke, Antes (Bella Musica).
- Carl Philipp Emanuel Bach (1714–1788), Cello Concerto in B flat Major / Georg Philipp Telemann, Suite in B flat Major (Carlos Kleiber / Hamburger Rundfunkorchester), Profil.

## Veröffentlichungen
- Jost Michaels, Irene Güdel: Ferdinand Ries (1784–1838), Sonate g-Moll op.125 für Violoncello und Klavier. Ries & Erler, Berlin 1984.
- Jost Michaels, Irene Güdel: Vinzenz Lachner, 6 pièces caractéristiques: No. 1–4. Schott, Mainz 1989.
- Jost Michaels, Irene Güdel: Vinzenz Lachner, 6 pièces caractéristiques: No. 5–6. Schott, Mainz 1989.
- Jost Michaels, Irene Güdel: Peter von Winter, Concertino Es-Dur für Klarinette, Violoncello und Orchester. Sikorski, Hamburg 2005.

## Preise und Auszeichnungen
- Premier Prix du Conservatoire National Paris 1952
- Studienpreis des Schweizerischen Tonkünstlervereins 1952[4]
- Kranichsteiner Musikpreis 1954[5]
- Förderungspreis des Internationalen Musikwettbewerbs der ARD 1954